# Triskele
Triskele je estonská hudební skupina, která vznikla v roce 1997 v Tartu. Soubor se věnuje evropské středověké hudbě a estonské náboženské lidové hudbě, zaměřen je především na méně známé písně jižního Estonska období středověku. Svůj název odvodil od obrazce triskele, mimo jiné znázorňujícího Nejsvětější Trojici.[zdroj?]

## Členové skupiny
- Tarmo Tabas – zpěv
- Heikki-Rein Veromann – zpěv, flétny
- Ergo-Hart Västrik – zpěv
- Toivo Sõmer – zpěv, úd, devítistrunná citera
- Jaanus Roosileht – zpěv,  šestistrunná citera, housle, viola da gamba
- Janno Mäe – zpěv, perkuse

## Diskografie
- Estonian Folk Hymns (2000)
- South-Estonian Folk Hymns (2001)
- South-Estonian Folk Hymns Vol. 2 (2002)
- Estonian Folk Hymns from Kolga-Jaani (2003)
- Estonian Folk Hymns from Ridala (2005)